# Дедов, Олег Анатольевич
Олег Анатольевич Дедов (7 марта 1954, Глазов, Удмуртская АССР) — специалист в области металлообработки сверхпроводящих и конструкционных материалов атомной техники, доктор экономических наук, лауреат Государственной премии РФ (1994). Заслуженный работник промышленности Удмуртской Республики, депутат Государственного Совета Удмуртской Республики III созыва.

## Биография
Родился 7 марта 1954 года в городе Глазов Удмуртской АССР.
В 1976 году окончил Ижевский механический институт по специальности «Машины и технология обработки металлов давлением» и был направлен в АО «Чепецкий механический завод» госкорпорации «Росатом», где работал на различных должностях от инженера -технолога до заместителя генерального директора. В 1988—1997 годах в должности начальника цеха возглавлял крупнейшее структурное подразделение предприятия — цех 80 прокатного производства циркония.
В 1995—1996 годах прошёл специальную управленческую подготовку и стажировку в Бельгии и Германии по программе TACIS Европейского Союза.
С 1997 года возглавлял комплексное ведение работ по разработке и внедрению современных систем управления на основе концепции контроллинга в условиях крупного промышленного предприятия — АО «ЧМЗ».
В 1998 году защитил кандидатскую диссертацию на тему: «Стратегия реформирования промышленного предприятия в экстремальных условиях хозяйствования»
В 2004 году защитил диссертацию на соискание ученой степени доктора экономических наук по теме «Управление экономической адаптацией промышленного предприятия к условиям рыночной среды».
В 2000—2010 годах являлся профессором Ижевского государственного технического университета имени М. Т. Калашникова, членом межрегионального диссертационного совета ДМ 212.275.04 ВАК при Удмуртском государственном университете, членом редколлегии научно — практического журнала «Контроллинг».
Автор и соавтор свыше 40 научных статей, учебных пособий, монографий по тематике «Экономика и управление на предприятии».
В 2003—2007 годах являлся депутатом Государственного Совета Удмуртской Республики — членом постоянной комиссии по экономической политике, вопросам собственности и инвестиций.

## Научные работы

### Монографии
- Дедов О. А. Управление экономической адаптацией промышленного предприятия. — Екатеринбург, 2002. 226 с. ISBN 5-7691-1070-8
- Боткин И. О., Боталов О. И., Галиахметов Р. А., Дедов О. А., Загуменов В. Г., Кузнецов А. Л., Сапожников Н. И., Чо И. А., Олимских Н. Н. Региональный аспект структурной перестройки промышленного комплекса. — Институт экономики УрО РАН, Институт экономики и управления УдГУ / Ижевск; Екатеринбург, 1999. 284 с. ISBN 5-7691-0857-9
- Силин А. Н., Татаркин А. И., Лаженцев В. Н., Беляев В. Н., Голова И. М. и др. Урал на рубеже веков. Проблемы и прогнозы социально-экономического развития / Москва, 1999. 463 с. ISBN 5-282-02001-7

### Учебные пособия
- Дедов О. А. Методология контроллинга и практика управления крупным промышленным предприятием. — Москва, 2007. 246 с. ISBN 978-5-9614-0650-4

### Научные статьи
- Дедов О. А., Барышева Е. Н. Опыт построения организационно — методического комплекса контроллинга предприятия // Контроллинг. 2002. № 4. С. 36.
- Дедов О. А. Современные подходы к модернизации управления промышленным предприятием // Главный механик. 2016. № 3. С. 35-38.
- Дедов О. А. Где должен быть командир?.. Современные подходы к модернизации управления промышленным предприятием // Российское предпринимательство. 2002. № 5. С. 74-79.
- Дедов О. А. Управление крупным многопрофильным промышленным предприятием — от проблем к решению // Проблемы региональной экономики (г. Ижевск). 2002. № 4-6. С. 409.
- Тимонин А. А., Дедов О. А. Проблемные вопросы организации управления материальными потоками промышленного предприятия // Менеджмент: теория и практика. 2001. № 2. С. 98.
- Боткин И. О., Дедов О. А., Чо И. А. Проблемные вопросы управления промышленными предприятиями // Проблемы региональной экономики (г. Ижевск). 1999. № 1-4. С. 390—394.
- Дедов О. А., Боткин И. О. Управление предприятием в рыночной среде. Проблемы региональной экономики (г. Ижевск). 1999. № 1-4. С. 397—400[6].

## Награды
- Премия Ленинского комсомола (1982) за комплекс работ по оптимизации и унификации технологии производства циркониевых труб для оболочек ТВЭЛ атомных энергетических реакторов.
- Государственная премия РФ (1994) за разработку металлургических основ и создание промышленного производства сверхпроводящих материалов второго поколения[7].
- Золотая и серебряная медали 49-й Международной выставки изобретений в Брюсселе (2000).
- Знак «Ветеран атомной энергетики и промышленности» (2002).
- Знак «20 лет Государственному Совету Удмуртской республики» (2015).